# Nada Al-Bedwawi
Nada Al-Bedwawi, född 15 augusti 1997, är en emiratisk simmare.
Al-Bedwawi tävlade för Förenade Arabemiraten vid olympiska sommarspelen 2016 i Rio de Janeiro, där hon blev utslagen i försöksheatet på 50 meter frisim.